# Pirunherdu
Pirunherdu är en kulle i Finland.   Den ligger i den ekonomiska regionen Norra Lappland och landskapet Lappland, i den norra delen av landet, 1 000 km norr om huvudstaden Helsingfors. Toppen på Pirunherdu är 461 meter över havet, eller 161 meter över den omgivande terrängen. Bredden vid basen är 8,9 km.
Terrängen runt Pirunherdu är platt österut, men västerut är den kuperad.  Trakten runt Pirunherdu är nära nog obefolkad, med mindre än två invånare per kvadratkilometer. Det finns inga samhällen i närheten. Omgivningarna runt Pirunherdu är i huvudsak ett öppet busklandskap.